# Kid Icarus: Uprising
Kid Icarus: Uprising, conocido en Japón como Shin Hikari Shinwa: Parutena no Kagami (新・光神話 パルテナの鏡?  lit. "El Nuevo Mito de la Luz: El Espejo de Palutena"), es un título para la consola portátil Nintendo 3DS, desarrollado por Project Sora y que ha sido lanzado por Nintendo. Es el tercer videojuego de la serie Kid Icarus, después de 21 años del lanzamiento del último videojuego de tal serie Kid Icarus: Of Myths and Monsters, de 1991. Fue anunciado por primera vez en la conferencia E3 de 2010 junto con un avance.

## Argumento
La trama de Kid Icarus: Uprising sigue el protagonista angelical Pit, mientras lucha contra las fuerzas de una renacida Medusa, que busca destruir la humanidad. Palutena le concede a Pit el "don de vuelo" para recorrer los cielos (pero solo durante 5 minutos) y luchar contra el Ejército del Inframundo. Cuando Pit llega al lugar donde está una de las comandantes de Medusa, Pandora, Pit destruye el 'Espejo de la verdad' y al hacer eso creó a Pit Sombrío, una especie de alter ego de Pit. Sin embargo, como el espejo se rompió antes de que su creación se completara, Pit Oscuro no aceptó órdenes de Pandora ni del ejército del Inframundo, y en su lugar funciona de acuerdo a su propia y libre voluntad. Después de derrotar a Pandora Pit Sombrío impregna sus alas de la esencia de Pandora, lo que le otorga un "don del vuelo" ilimitado. Después de la readquisición de los tres tesoros sagrados y la llave del inframundo, Pit desafía y derrota a Medusa. Pero cuando pasan los créditos, Hades, el verdadero señor del Inframundo, destruye los créditos y ahora Pit tiene que luchar contra él.
Hades hace creer a la raza humana de la existencia de una pista falsa llamada la Semilla de los deseos, un artefacto que puede conceder cualquier deseo, haciendo que las naciones del mundo entren en una guerra. Luego, Viridi, la Diosa de la Naturaleza, se molesta con los humanos por el mal que le han causado a las plantas y animales, y los ataca lanzando "Bombas Génesis", las cuales hacen que los pueblos vuelvan al estado que estaban antes de ser construidos haciendo crecer grandes árboles y plantas, y al mismo tiempo, eliminando a los humanos. Palutena y Pit iniciaron un ataque en contra de Viridi. Venciendo a sus generales y destruyendo sus instalaciones, provocando la liberación de una criatura llamada Segador del Caos desde el Templo Lunar, una cárcel galáctica disfrazada de luna.
Debido a la guerra masiva a gran escala entre las Fuerzas de la Naturaleza y el Ejército del Inframundo, así como la intromisión de Pit, una misteriosa raza alienígena llamada Áurum atacan a la Tierra. Las tres facciones, junto con Pyron, el autodenominado Dios del Sol, unen sus fuerzas en contra de estos "Invasores Espaciales". Tienen éxito en vencer la fuerza de asalto hacia adelante y la flota de "Colmena", donde los barcos Áurum se producen. Durante su ataque al cerebro Áurum, la mente que controla todos los ataques, Pyron se une con el cerebro Áurum y toma el control de sus fuerzas, lanzando un ataque a las fuerzas de los demás dioses. Pit recibiendo ayuda de Viridi y de sus propios centinelas, tiene éxito venciendo a Pyron controlado por el cerebro Áurum, y usando la última parte de su energía, Pyron se envía a sí mismo y a los Áurum al otro extremo de la Galaxia.
Tras eso pasaron tres años, donde el Segador del Caos ha tomado el control de Palutena y ha estado utilizando sus fuerzas para atacar a la humanidad. Las Fuerzas de la Naturaleza y el Ejército del Inframundo han continuado su guerra durante este tiempo, y Pit ha pasado los últimos tres años, inconsciente, transformado en un anillo. A través de una niña y un perro, el anillo acaba en las manos de Magno, un mercenario humano que ayudó a Pit a derrotar al Señor Oscuro Gaol anteriormente. Con la ayuda de Magno, Pit reúne a su alma con su cuerpo una vez más. Pit logra volar con la ayuda inesperada de Viridi, pero es demasiado débil como para pasar por el campo de fuerza alrededor del templo de Palutena. Viridi lo envía al Santuario Galáctico, donde se enfrenta al Maestro Auriga y adquiere el carro. Tirado por unicornios, utiliza su velocidad y potencia para romper el campo de fuerza, donde se enfrenta a Palutena y la separa del Segador del Caos. En la culminación de la batalla, el Segador del Caos se lleva el alma Paletuna y escapa en el vórtice del caos. Pit Sombrío abre la entrada al vórtice con el carro de Luz, y ambos ángeles consiguen dar caza y rastrear al Segador del Caos, matarlo y restaurar a Palutena. 
Con su último intento por sobrevivir, las cenizas del Segador del Caos se llevan a Pit Sombrío al abismo del Vórtice del Caos. Pit se lanza tras él, y le pide a Viridi reactivar el Don del Vuelo. Finalmente, logra salvar a Pit Sombrío, pero Pit termina con las alas quemadas y cerca de la muerte. Pit Sombrío se desplaza entonces hacia el Inframundo y donde busca la Fuente del Pasado, una fuente de agua divina que permite al usuario volver atrás a los efectos del tiempo. 
Mientras viaja, las diosas se enteran de las intenciones verdaderas de Hades, todos los conflictos que han ocurrido y las vidas perdidas de los humanos han sido utilizadas por Hades para construir el Ejército del Inframundo. Para empeorar las cosas, resulta que se necesita una tonelada de las almas sólo para crear un monstruo. Una vez en la fuente, Pandora (que había sido absorbida dentro de las alas de Pit Sombrío) se separa de Pit Sombrío y gracias a la fuente regresa a su forma humanoide, Pandora Guerrera. Pit Sombrío la derrota, y restaura las alas de Pit.
Pit, totalmente restaurado, hace un desesperado ataque contra Hades, equipado con los tres tesoros sagrados, pero Hades los destruye con un solo golpe y se lo traga. Pit, sin embargo, hace su camino a través del cuerpo de Hades y ataca a su corazón, causando que explotara y dándole a Pit Sombrío la oportunidad de rescatarlo con el Carro de Luz. Con los tres tesoros sagrados destruidos, Pit busca a Dyntos, dios de la forja, que hace todas las armas utilizadas en el juego. Que pone a Pit a través de tres pruebas para probar su valía. Sobreviviendo a las pruebas, Pit se le concede el Gran Tesoro Sagrado, una armadura de vuelo con una arquitectura tecnológica increíble, y luego Pit reanuda su asalto a Hades. La lucha causa estragos a través del inframundo, hasta que Hades huye al mundo superior, la armadura lo persigue adaptándose a cada movimiento de Hades. Ya en la superficie, Hades atrapa a Pit con la guardia baja, aplastando al Gran Tesoro Sagrado. Hades se prepara para acabar a Pit con un potente ataque, pero Medusa se apresura y lo ataca, negándose a ser peón de Hades por más tiempo. Revelando su verdadera forma, Hades destruye fácilmente a Medusa y reanuda su ataque contra Pit. Pero para entonces, Pit ha retomado el arma rescatada del Gran Tesoro Sagrado y volando gracias a Viridi, resiste a Hades mientras Palutena utiliza su energía para cargar el arma. Al igual que Hades está a punto de acabar con él, Pit libera todo el poder del Tesoro Sagrado, causa un rayo de explosión masiva, vaporizando a Hades.
El mundo se salva, y la alegría de los habitantes de la Tierra. Antes de los créditos, Pit y Palutena discuten con Viridi sobre por qué se preocupa por los seres humanos. Pit viendo a Pit Sombrío volando va tras él, mientras que Palutena le dice a Viridi que le deje tener su final feliz.

### Lista de Capítulos
| #  | Nombre del capítulo (inglés)  | Nombre del capítulo (español)                                      | Jefe (nombre inglés)           | Jefe (nombre en español)        |
| -- | ----------------------------- | ------------------------------------------------------------------ | ------------------------------ | ------------------------------- |
| 1  | The Return of Palutena        | El Regreso de Palutena                                             | Twinbellows                    | Ortros Ígneo                    |
| 2  | Magnus and Dark Lord          | Magno y Gaol                                                       | Dark Lord Gaol                 | Gaol, El Señor de las Tinieblas |
| 3  | Heads of the Hewdraw          | Las Tres Cabezas de Hidra                                          | Hewdraw                        | Hidra                           |
| 4  | The Reaper's Line of Sight    | La Mirada de los Funestos                                          | Great Reaper                   | Funesto Supremo                 |
| 5  | Pandora's Labyrinth of Deceit | El Laberinto del Engaño                                            | Goddess of Calamity, Pandora   | Pandora                         |
| 6  | Dark Pit                      | Pit Sombrío                                                        | Dark Pit                       | Pit Sombrío                     |
| 7  | The Seafloor Palace           | El Palacio Submarino (España)/El templo submarino (Hispanoamérica) | God of Dead, Thanatos          | Tánatos                         |
| 8  | Star Ship of the Heavens      | El Barco Pirata Espacial                                           | Kraken                         | Kraken                          |
| 9  | Medusa's Final Battle         | Cara a Cara con Medusa                                             | Queen of the Undeworld, Medusa | Medusa                          |
| 10 | The Wish Seed                 | La Semilla de los Deseos                                           | Phoenix                        | Fénix                           |
| 11 | Viridi, Goddess of Nature     | La Diosa de la Naturaleza                                          | Cragalanche, The Migthy        | Petrodius                       |
| 12 | Wrath of the Reset Bomb       | Las Bombas Génesis (España)/La bomba génesis (Hispanoamérica)      | Generator                      | Generador                       |
| 13 | The Lunar Sanctum             | El Templo Lunar                                                    | Arlon                          | Arlón                           |
| 14 | Lightning Battle              | La Batalla Relámpago                                               | Phosphora                      | Ámbar                           |
| 15 | Mysterious Invaders           | Los Invasores Misteriosos                                          | Aurum Core                     | Núcleo Áurum                    |
| 16 | The Aurum Hive                | La Colmena Áurum                                                   | Aurum Generator                | Generador Áurum                 |
| 17 | The Aurum Brain               | El Cerebro Áurum                                                   | Sun God, Pyrrhon               | Pyron                           |
| 18 | The Ring of Chaos             | El Anillo del Caos (España)/La sortija del Caos (Hispanoamérica)   | Pit's Body                     | Cuerpo de Pit                   |
| 19 | The Lightning Chariot         | El Carro de Luz                                                    | Chariot Master                 | Auriga                          |
| 20 | Palutena's Temple             | El Templo de Palutena                                              | Goddess of Light, Palutena     | Diosa Palutena                  |
| 21 | The Chaos Vortex              | El Vórtice del Caos                                                | Chaos Kin                      | Segador del Caos                |
| 22 | Scorched Feathers             | Las Plumas Quemadas                                                | Amazon Pandora                 | Pandora Guerrera                |
| 23 | Lord of the Underworld        | El Dios del Inframundo                                             | Hades' Heart                   | Corazón de Hades                |
| 24 | The Three Trials              | Las Tres Pruebas                                                   | The Great Sacred Treasure      | Gran Tesoro Sagrado             |
| 25 | The War's End                 | El Fin de la Guerra                                                | Lord of the Underworld, Hades  | Hades                           |

Capítulo 26: Es un modo en el que puedes enfrentarte a todos los jefes del juego.

## Modo multijugador
En el modo Luces y sombras, los equipos se enfrentan entre sí, con el objetivo de vaciar la barra de vida del equipo contrario. Para que dicha barra se vacíe, hay que ir derrotando a los miembros del equipo rival (que reaparecerán a pesar de ser derrotados). La cantidad que se vacíe varía depende de la fuerza del arma equipada. Si alguien lleva un arma muy potente, cuando le derroten, vaciará gran parte de la barra de equipo. Cuando la barra se vacíe, aparecerá un ángel (Pit para luces y Pit Sombrío para sombras). El objetivo ahora es derrotar a dicho ángel. Si derrotas algún miembro del equipo, la barra del ángel se vacía considerablemente, aunque así la mejor estrategia sería atacar directamente al ángel rival. Una vez derrotado alguno de los ángeles, se termina la partida.[6] En el modo Supervivencia, es una lucha todos contra todos. Todos los jugadores tienen un personaje de color diferente para diferenciarse.

## Producción
Kid Icarus: Uprising ha sido desarrollado por el estudio Project Sora, de Nintendo, y hecho específicamente para la videoconsola Nintendo 3DS. El videojuego contiene las nuevas apariencias establecidas en Super Smash Bros. Brawl tanto de Pit como de Palutena.

## Recepción
Kid Icarus: Uprising fue nominado a «Mejor tráiler en el E3» de GameSpot durante el E3 2010.
El juego fue recibido de una manera positiva por parte de los analistas. Official Nintendo Magazine dio al juego una calificación de 91% y Famitsu le dio una calificación perfecta de 40/40. Edge le otorgó una nota de 8 sobre 10, IGN le dio al juego una calificación de 8.5 argumentando que es un juego muy adictivo, con muy buenos gráficos y un sólido sistema de juego. La Revista Oficial Nintendo le dio una puntuación de 95 sobre 100, destacando que lo mejor es "el sistema de combate, que es el alma del juego".
En contraste Game Informer fue más crítico otorgándole un 7 sobre 10 bajo el argumento de que el modo de juego es muy repetitivo.